# Ulica Parkowa we Wrocławiu
Ulica Parkowa – ulica o przebiegu południkowym, długości około 680 m, położona na wrocławskiej „Wielkiej Wyspie”, na wschód od osiedla Plac Grunwaldzki, pomiędzy odnogą Starej Odry a Parkiem Szczytnickim; łączy aleję Kochanowskiego na północy z ulicą Mickiewicza na południu.

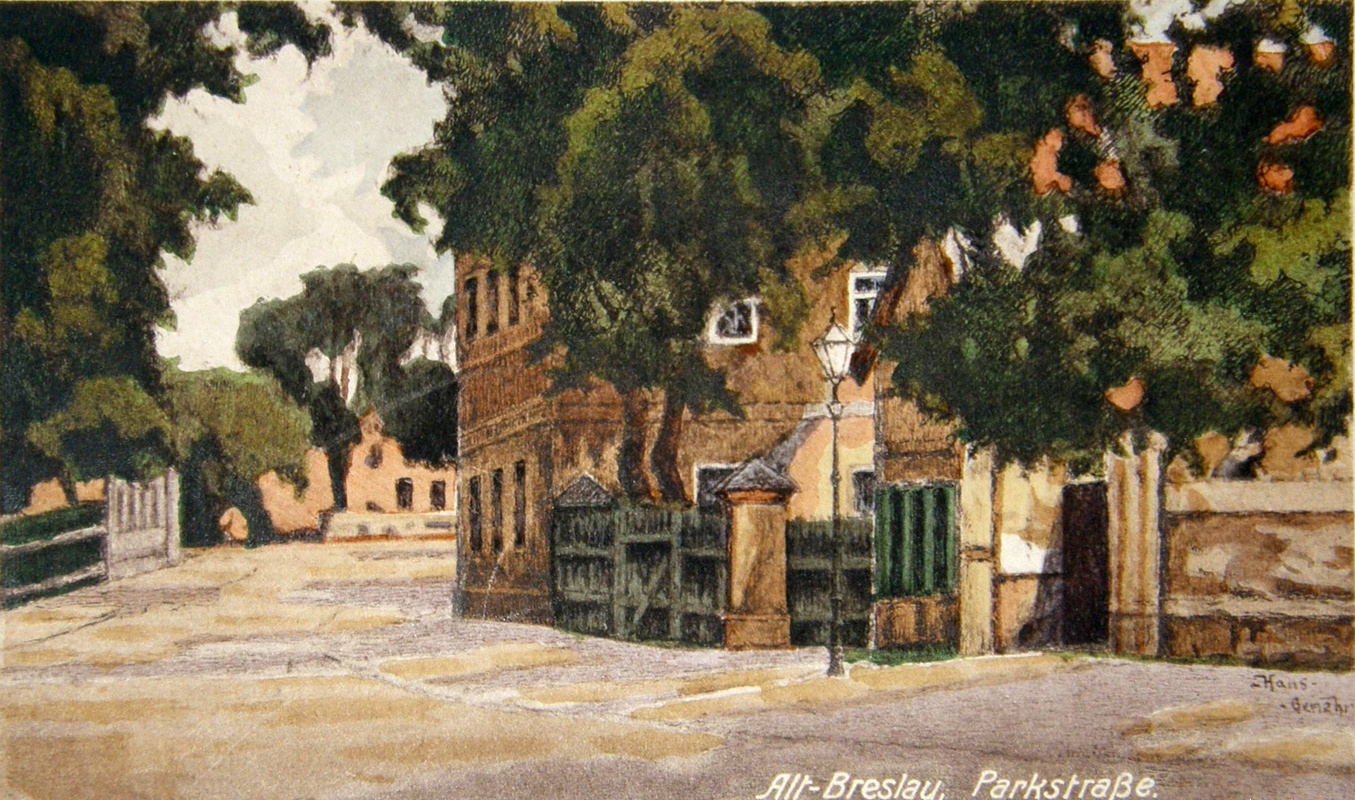
ulica Parkowa w początkach XX wieku

W przeszłości droga łącząca dawną wieś Szczytniki, położoną na północy, z Szosą Swojczycką (obecna ulica Mickiewicza).
Stare Szczytniki już pod koniec XVIII zaczęły przekształcać się w przedmieście bogatych mieszczan i szlachty, czemu sprzyjało sąsiedztwo książęcego ogrodu, później (po wykupieniu go w 1854 przez miasto) przekształconego w Park Szczytnicki. W spisie właścicieli tutejszych gruntów sporządzonym w 1802 roku wymieniono obok 14 zagrodników i karczmarza także 13 mieszczan, urzędników i szlachciców. Po włączeniu wsi w granice Wrocławia, co nastąpiło w roku 1869, droga uzyskała status ulicy i otrzymała nazwę Staroszczytnickiej (Alt-Scheitniger Straße). W 1870 roku uruchomiono tu linię tramwajową, którą mieszkańcy Wrocławia mogli dojeżdżać do Parku Szczytnickiego, a w 1878 ulica uzyskała nazwę Parkowej (Parkstraße). Z dawnych rezydencji zachował się do czasów współczesnych pałacyk rodziny bankiera Chrambacha (Parkowa 1-3), w którym od 1951 roku mieści się biblioteka wrocławskiej Akademii Medycznej, a także pałacyk rodziny pruskiego ministra Karla von Hoyma, zaprojektowany przez Langhansa (syna) na początku XIX wieku (Parkowa 28-30), który później przekształcony został w Établissement Kaiserpark, a obecnie jest siedzibą wrocławskiego oddziału Instytutu Meteorologii i Gospodarki Wodnej.
W budynku przy ulicy Parkowej 2 od początku XX wieku zlokalizowana była klinika i sanatorium Friederici; mieści się w nim obecnie Zespół Placówek Opiekuńczo-Wychowawczych „Dziecięcy Dom”. W 1929 roku na posesjach przy ul. Parkowej 18-26 wybudowany został kompleks gimnazjum św. Marii Magdaleny, obecnie znajduje się tu II Liceum Ogólnokształcące im. Piastów Śląskich.
Po roku 1945 niemiecką nazwę Parkstraße zastąpiono wprost polskim tłumaczeniem („ulica Parkowa”), ale 28 grudnia 1953 decyzją ówczesnych władz patronami ulicy zostali Julius i Ethel Rosenbergowie. Po przekształceniach ustrojowych w Polsce ulicę ponownie przemianowano na Parkową.

## Źródła
- Rosenbergów. W: Zygmunt Antkowiak: Ulice i place Wrocławia. T. 11. Wrocław: Ossolineum, 1970, s. 216–217, seria: Biblioteka wrocławska.
- Zygmunt Antkowiak: Wrocław od A do Z. Wrocław-Warszawa-Kraków: Ossolineum, 1991, s. 320. ISBN 83-04-03723-8.